# Oliver Hellmann
Oliver Hellmann (* 1965 in Stuttgart) ist ein deutscher Altphilologe.

## Leben
Er studierte von 1988 bis 1996 klassische Philologie und Geschichte an der Albert-Ludwigs-Universität Freiburg.  Nach dem 1. Staatsexamen 1995/1996 in den Fächern Griechisch, Latein und Geschichte wurde er Mitarbeiter im SFB 321 in Freiburg im Breisgau, Teilprojekt A 3 Übergänge und Spannungsfelder zwischen Mündlichkeit und Schriftlichkeit bei den Griechen. Von 1997 bis 1999 war er wissenschaftliche Hilfskraft (mit abgeschlossener Hochschulausbildung) im Projekt Lexikon der antiken Medizin am Institut für Geschichte der Medizin der Universität Freiburg bei Karl-Heinz Leven. Nach der Promotion 2000 im Fach Gräzistik bei Wolfgang Kullmann war er von 2008 bis 2011 Mitarbeiter im Projekt Kommentar zu den Fragmenten des Anaximenes an der Universität Trier bei Georg Wöhrle. Von 1999 bis 2008 war er Mitarbeiter im Projekt Übersetzung und Kommentierung der naturwissenschaftlichen Fragmente des Aristoteles in Trier bei Georg Wöhrle. Nach der Habilitation am 21. Juni 2006 an der Universität Trier mit einer Arbeit zum Thema Aristotelische Biologie in Alexandria? – Aristophanes’ von Byzanz Epitome der zoologischen Schriften des Aristoteles vertrat er von Wintersemester 2012/2013 bis Sommersemester 2013 den Lehrstuhl für Griechische Literaturwissenschaft an der Universität Heidelberg. Von Wintersemester 2015/2016 bis Sommersemester 2016 lehrte er als Gastprofessor an der Humboldt-Universität zu Berlin als Vertretung der Professur Gräzistik. Seit dem 1. Juni 2006 ist er Lehrkraft für besondere Aufgaben im Fach Klassische Philologie an der Universität Trier.
Seine Forschungsschwerpunkte sind die homerischen Epen und antike Naturwissenschaft.

## Schriften (Auswahl)
- Die Schlachtszenen der Ilias. Das Bild des Dichters vom Kampf in der Heroenzeit (= Hermes Einzelschriften. Band 83). Steiner, Stuttgart 2000, ISBN 3-515-07774-X (zugleich Dissertation, Freiburg 1999).
- als Herausgeber mit David C. Mirhady: Phaenias of Eresus. Text, translation, and discussion (= Rutgers University studies in classical humanities. Band 19) Transaction Publishers, New Brunswick/London 2015, ISBN 978-1-4128-6247-9.